# Park Jung-bae
Park Jung-bae (박정배?, 朴正裴?; 19 febbraio 1967 – Busan, 11 novembre 2017) è stato un calciatore sudcoreano, di ruolo difensore.